# АвтоВАЗ

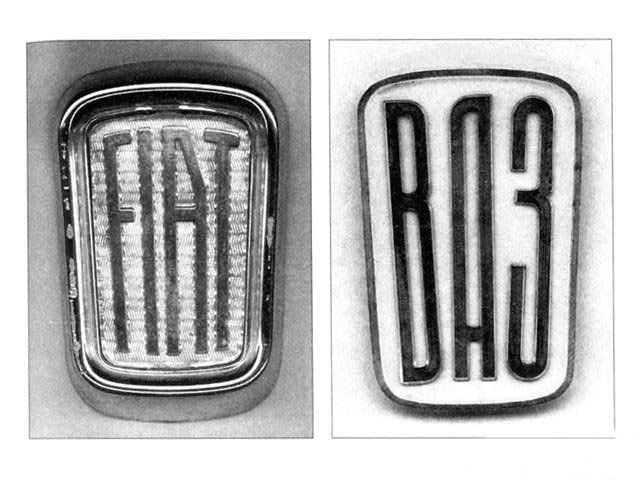
Логотип FIAT та перший логотип ВАЗ

АвтоВАЗ — автомобілебудівна компанія Росії, найбільший виробник легкових авто в Росії та Східній Європі. Розташований у місті Тольятті Самарської області.
Офіційна назва: повна — Відкрите акціонерне товариство «АвтоВАЗ», коротке — ВАТ «АвтоВАЗ». Стара назва — Во́лзький автомобі́льний заво́д (ВАЗ).
Раніше випускав автомобілі марки ВАЗ з найменуваннями «Жигулі», «Нива», «Супутник», «Самара», «Ока». Сьогодні виробляє автомобілі під торговельною маркою «Lada» («Лада»), котру продавці й покупці по-старому часто називають ВАЗами. Окрім того, поставляє іншим виробникам машинокомплекти для випуску автомобілів марок ВАЗ, «Lada» і «Ока».
Контроль над компанією з 2014 по 2022 роки належав альянсу Renault-Nissan-Mitsubishi  і Ростеху. 
16 травня 2022 року Renault заявила, що продала свій контрольний пакет акцій АвтоВАЗ Центральному науково-дослідному автомобілебудівному інституту (НАМІ), державному дослідницькому центру, за один рубль.  Угода передбачає можливість викупу Renault протягом шести років після продажу.
У листопаді 2022 року контрольний акціонер «АвтоВАЗу» НАМІ придбав потужності Nissan у Санкт-Петербурзі (включаючи його складальний завод) за «символічну ціну» з правом викупу протягом шести років. У лютому 2023 року НАМІ продала 99% з них по черзі АвтоВАЗу за €1. АвтоВАЗ планує використовувати завод для складання автокомплектів сегментів C і D інших виробників під маркою Lada.

## Історія

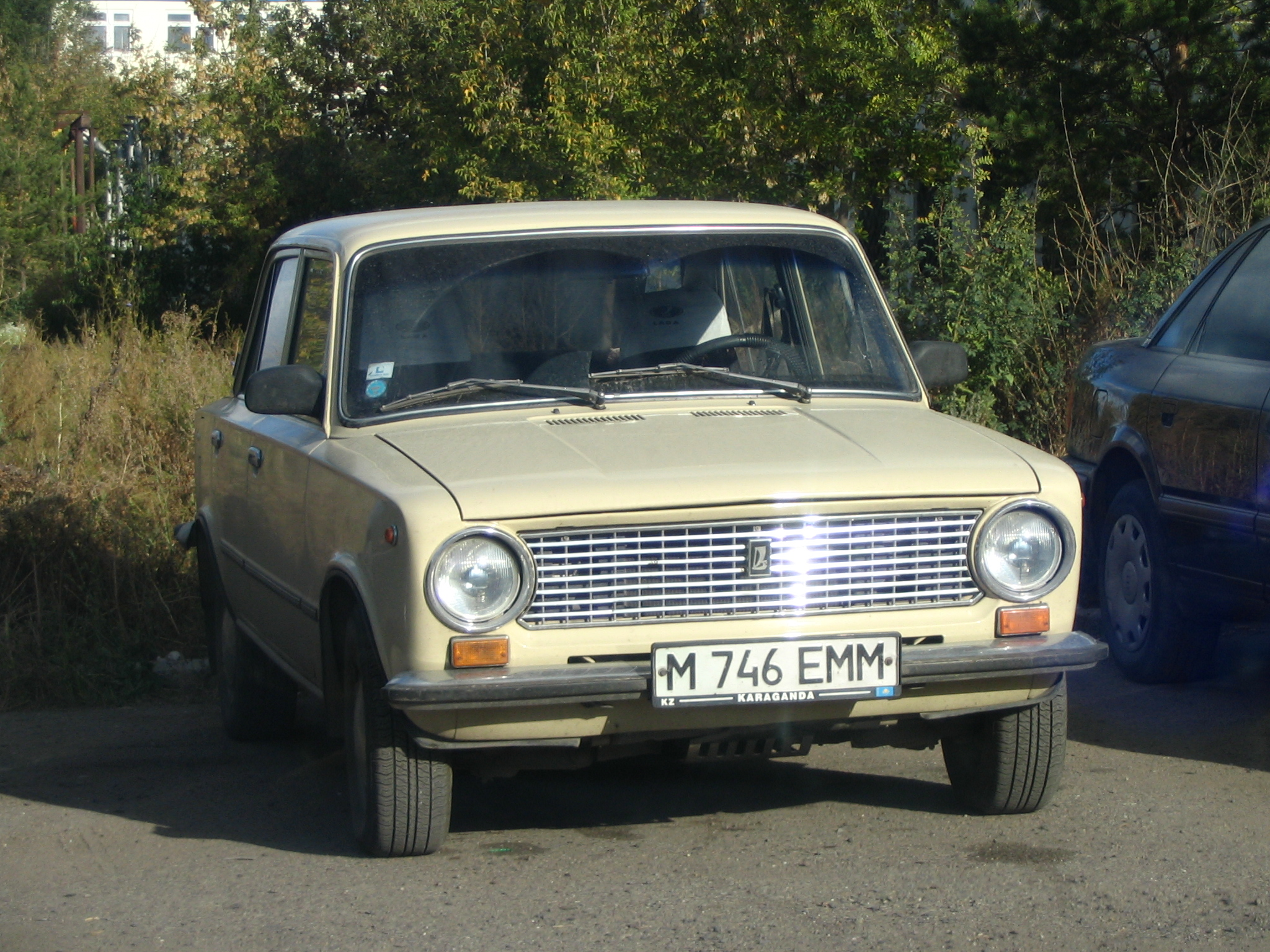
ВАЗ 2101

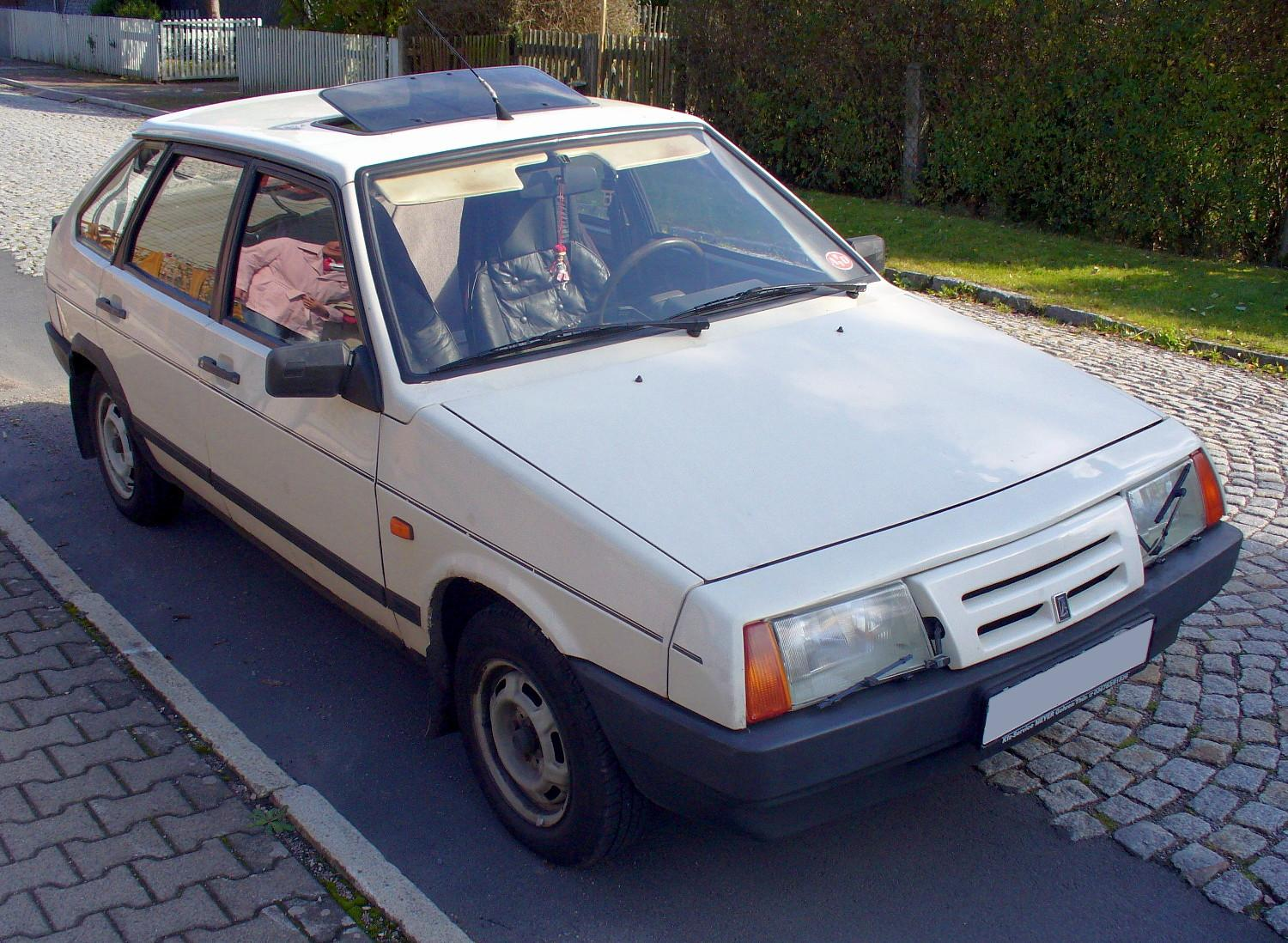
ВАЗ 2109

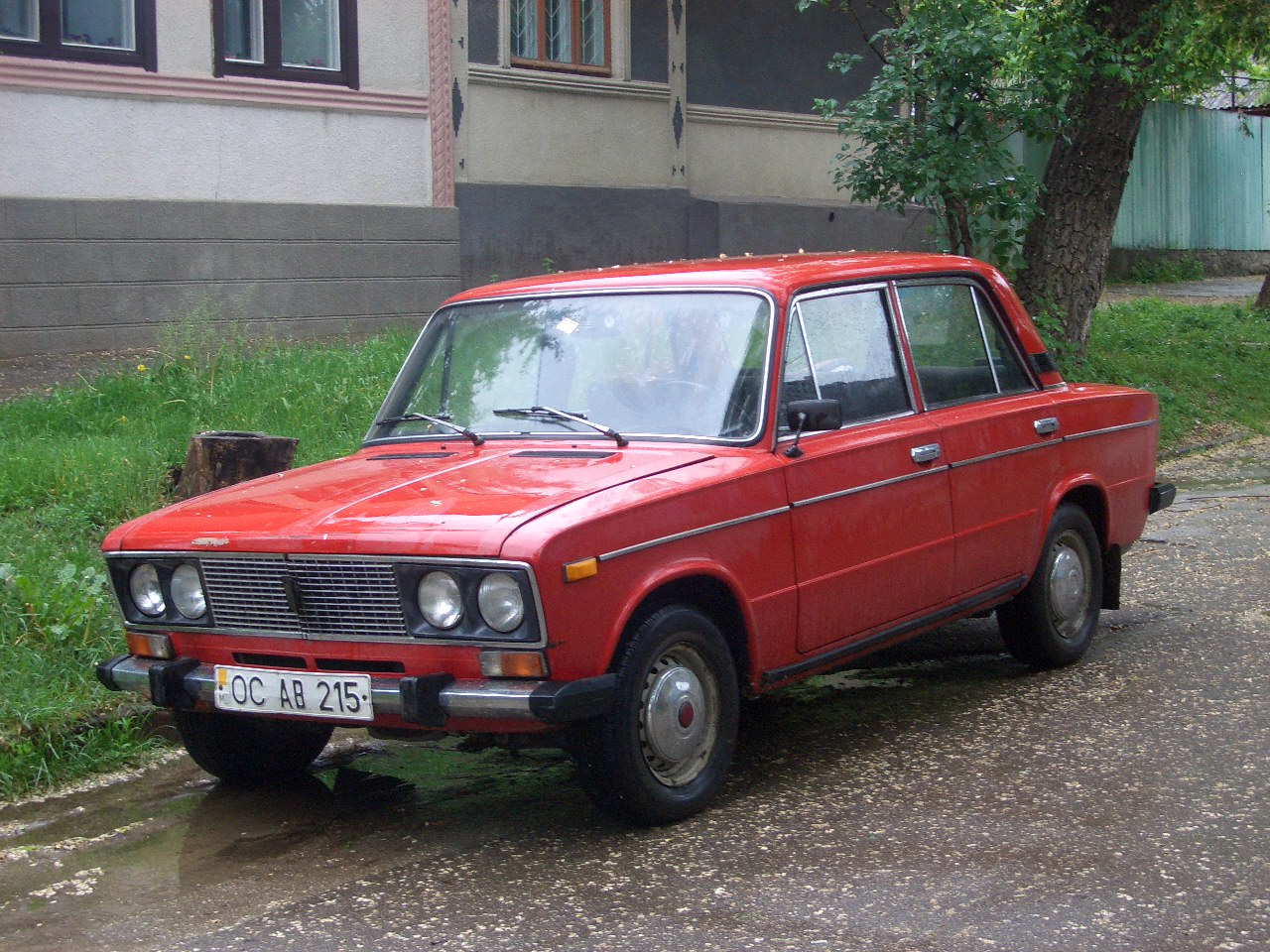
ВАЗ 2106

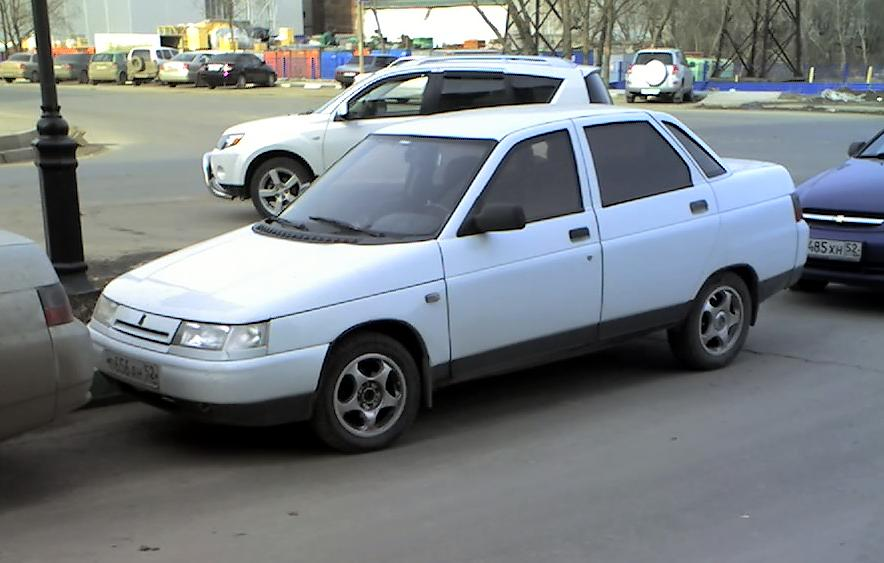
ВАЗ 2110

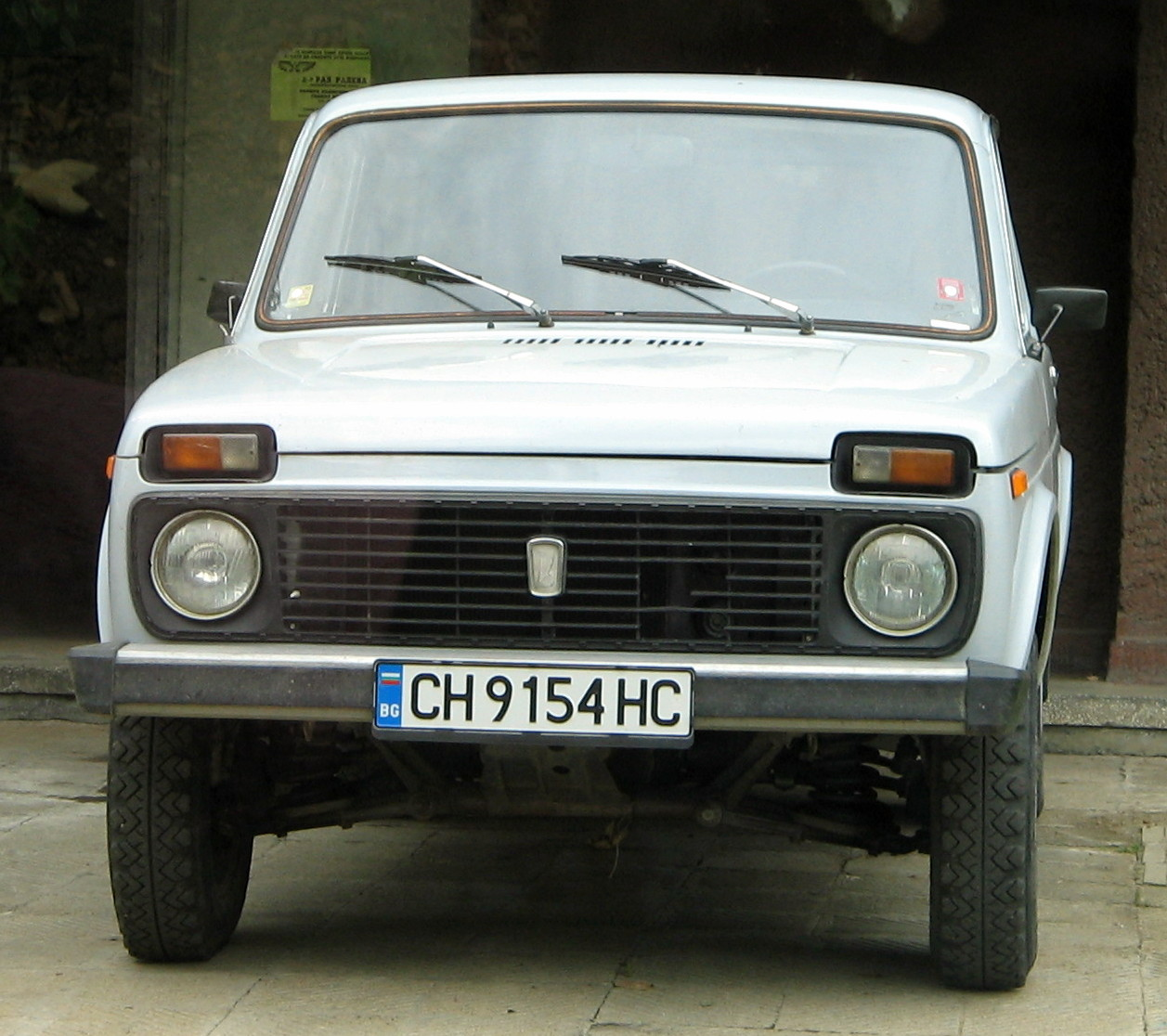
ВАЗ 2121

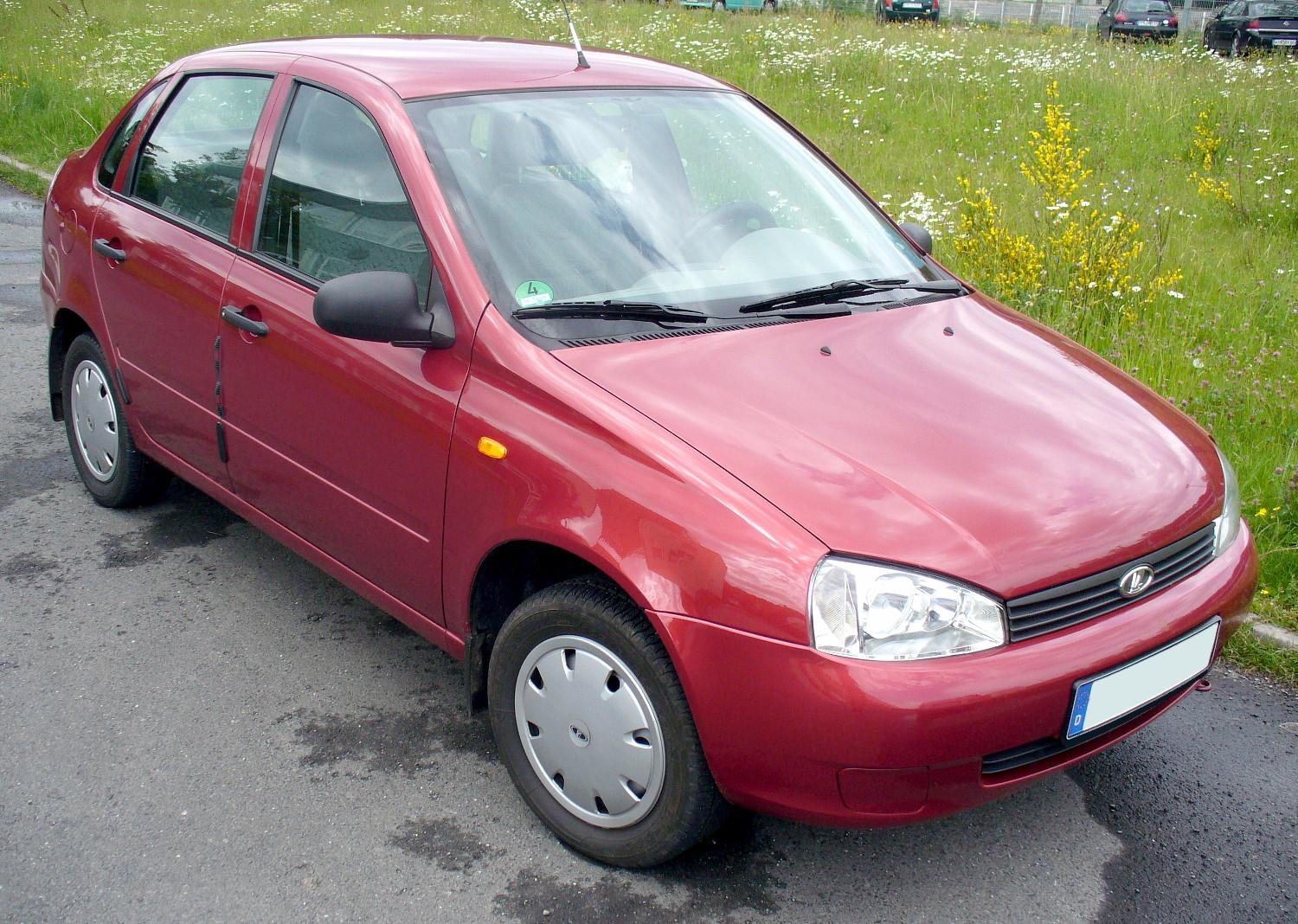
ВАЗ Kalina 1118

20 липня 1966 року, після аналізу 54 різних будівельних проєктів, Центральним Комітетом КПРС і Радянським керівництвом було прийняте рішення про будівництво нового великого автомобільного заводу в місті Тольятті.
Підготовка технічного проєкту була доручена італійському автомобільному концерну Fiat. Згідно з контрактом, на цей же концерн покладалося технологічне оснащення заводу, підготовка спеціалістів.
14 січня 1967 року був вийнятий перший кубометр землі під будівництво першого цеху. Цього ж року будівництво заводу було оголошено всесоюзним ударним. Тисячі людей, переважно молодь, рушили в Тольятті на будівництво автогіганта.
З 1969 року почали формуватися трудові колективи заводу, переважно це були ті ж люди, що і будували завод. Продовжився монтаж виробничого устаткування виробленого на 844 вітчизняних заводах та на 900 заводах держав соціалістичної співдружності, фірмами Італії, ФРН, Франції, Англії, США та інших.
19 квітня 1970 року з головного конвеєра ВАЗу зійшли перші шість автомобілів ВАЗ-2101 «Жигулі», вони мали конструктивні аналогії з італійською моделлю Fiat-124. Таким чином, при розрахунковому терміні будівництва в 6 років, завод був пущений в експлуатацію достроково на 3 роки, що дозволило країні заощадити більше 1 млрд карбованців.
Офіційно завод був прийнятий Державною комісією з оцінкою «відмінно» 21 грудня 1973 року після випуску мільйонного автомобіля.
В 1979—1980 роках знімати з виробництва моделі ВАЗ-2101, ВАЗ-2102, ВАЗ-21011 не передбачається, проте по мірі зборки нових моделей їх випуск і поставка споживачам будуть поступово знижуватись.
Потужність заводу 670 тисяч автомобілів в рік.

## Показники діяльності
Підприємство орієнтоване на внутрішній ринок, де є абсолютним лідером з продажу, і на країни СНД. У 2004-му завод випустив дещо більше 712 тисяч, в 2005-му — 721,5 тисяч автомобілів. У 2006-му випущено 966 380 автомобілів і автокомплектів, продано 724 тисяч готових автомобілів, у тому числі 185 673 автомобілів і складальних комплектів на експорт. У 2007-му продано (за даними компанії) 770 тисяч авто.
У 2008-му компанія планувала випустити 959,7 тис. автомобілів і складальних комплектів, у тому числі 125 тис. автомобілів Lada Kalina, понад 210 тис. автомобілів моделі Lada Samara, 35 тис. тридверних позашляховиків Lada 4х4 і 8 тис. автомобілів «Lada 112 Coupe». Експорт автомобілів і автокомплектів в 2008 році передбачалося збільшити до 194 тис. одиниць.
Випуск автомобілів на одного працівника становить близько 5 автомобілів в рік, наприклад у «Renault SA» цей показник дорівнює 19 автомобілів на рік, а у Honda Motor — 25 автомобілів і 88 мотоциклів на рік, при майже однаковій кількості працівників.
У кризовий 2009 спочатку планувалося випустити 475 тисяч автомобілів, потім ця цифра була скоригована до 332 тисяч автомобілів. У 2009 році завод зупинявся двічі з початку року. Спочатку в лютому 2009 року — через відмову виробників автокомпонентів відвантажувати продукцію автогігантові, поки він не погасить перед ними свої борги. Другий раз — вже на весь серпень — за рішенням топ-менеджменту через проблеми зі збутом..
Продукція АвтоВАЗ не відповідає новим екологічним нормам ЄС, через це 2019 року російські машини припиняють поставлятися до Європи .
Виручка компанії в 2021 році склала: 301 млрд. руб.

### Статистика
Таблиця: виробництво автомобілів, шт.
| 1990   | 1991   | 1992   | 1993   | 1994   | 1995   | 1996   | 1997   | 1998   | 1999   | 1999   |
| ------ | ------ | ------ | ------ | ------ | ------ | ------ | ------ | ------ | ------ | ------ |
| 743619 | 674884 | 673821 | 656403 | 529403 | 607091 | 679570 | 740526 | 542522 | 677087 | 677087 |
| 2000   | 2001   | 2002   | 2003   | 2004   | 2005   | 2006   | 2007   | 2008   | 2009   | 2010   |
| 706377 | 767300 | 702963 | 699899 | 712000 | 721500 | 724000 | 770000 | 801600 | 294700 | 545540 |

|  |

- Джерело за 2008 рік[14]

За підрахунками компанії Ernst&young, в 2007 році в Росії було продано близько 2,65 млн автомобілів. «АВТОВАЗ» продав цього року в Росії 663,5 тисяч автомобілів, що на 6,2 % більше, ніж в 2006.

#### В Україні
- За даними АвтоВАЗу, у 2013 році в Україні було продано 8305 автомобілів Lada, що на 52 % нижче за показник 2012 року. У 2013 році ринкова частка Lada склала 4 %.[15]